# Konrad Heubeck
Konrad Heubeck (Alberndorf, 22 de abril de 1918 – Celle, 1 de septiembre de 1987) fue un miembro de las Waffen-SS con el rango de Untersturmführer, titular de la Cruz de Caballero de la Cruz de Hierro. Como miembro del Regimiento SS Leibstandarte Adolf Hitler participó en la ocupación, tanto la de los Sudetes y la anexión de Bohemia y Moravia, el 15 de marzo de 1939. Ganó la Cruz de Hierro de Segunda Clase durante la Batalla de Francia, después fue asignado a la Operación Barbarroja donde fue galardonado con la Medalla de la Guerra de Invierno. Posteriormente se le asignó al mando de la 1.ª Compañía, 1 Regimiento Panzer SS LSSAH. Se le concedió la Cruz de Caballero poco antes del final de la Segunda Guerra Mundial el 17 de abril de 1945. 
Heubeck sobrevivió a la guerra y murió en Celle el 1 de septiembre de 1987.

## Condecoraciones obtenidas por Konrad Heubeck
- Cruz de Caballero de la Cruz de Hierro 17.04.45;
- Cruz Alemana en Oro 4.06.44;
- Cruz de Hierro de Primera Class 1.09.42;
- Cruz de Hierro de Segunda Clase 30.06.40;
- Insignia de Asalto de Infantería
- Insignia de Herido en Negro
- Medalla de la Guerra de Invierno 1941/42
- Medalla de los Sudetes en el Castillo de Praga